# لوئیز کوپر
لوئیز کوپر (انگلیسی: Louise Cooper؛ زادهٔ) بازیکن سابق فوتبال اهل انگلستان است. بزرگترین دستاورد کوپر قهرمانی در فینال جام حذفی زنان انگلستان در سال ۱۹۹۶ با کرویدون وومن بود.